# Triumfettor
Triumfettor (Triumfetta) är ett släkte av malvaväxter. Triumfettor ingår i familjen malvaväxter.

## Bildgalleri

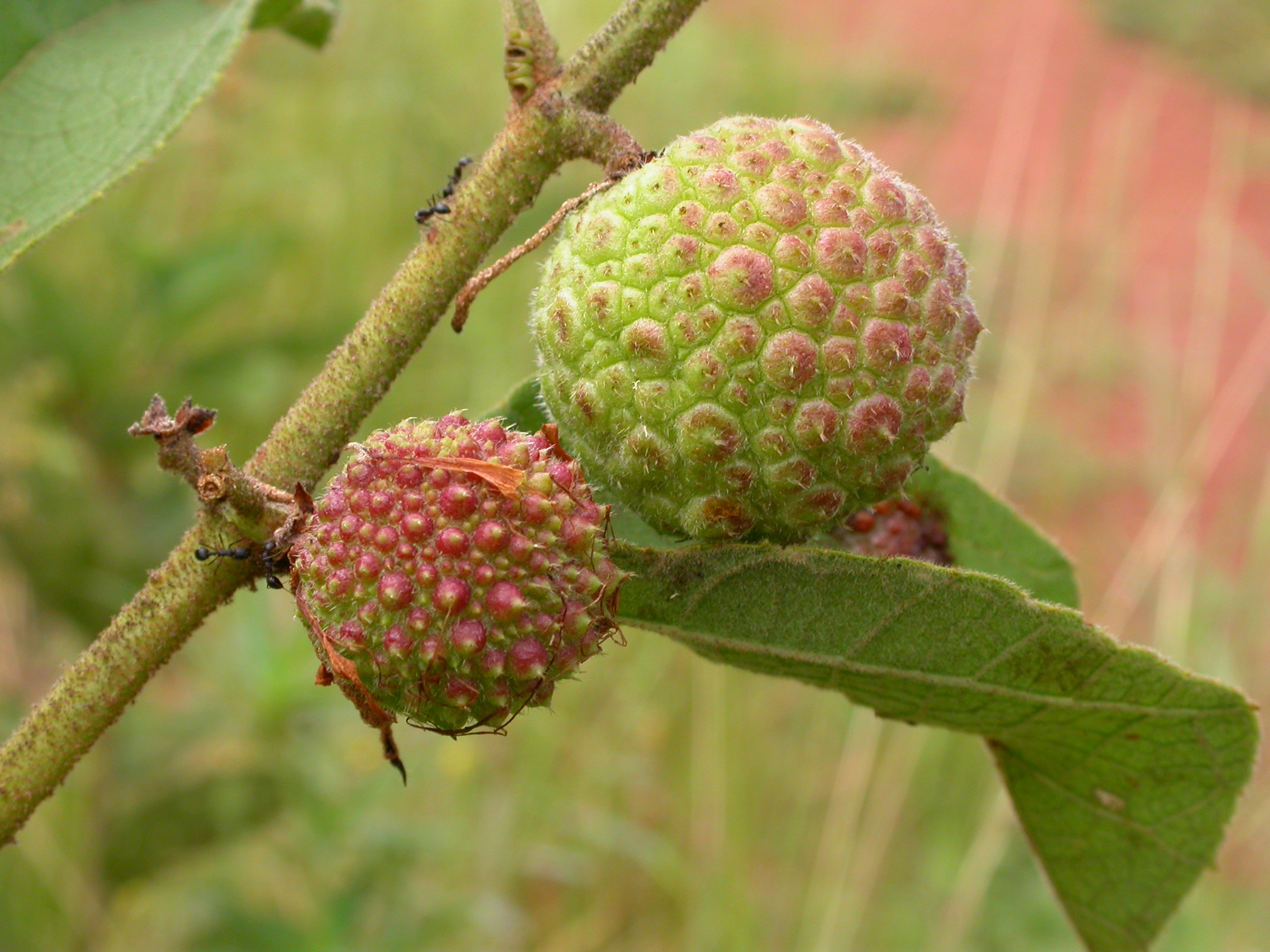
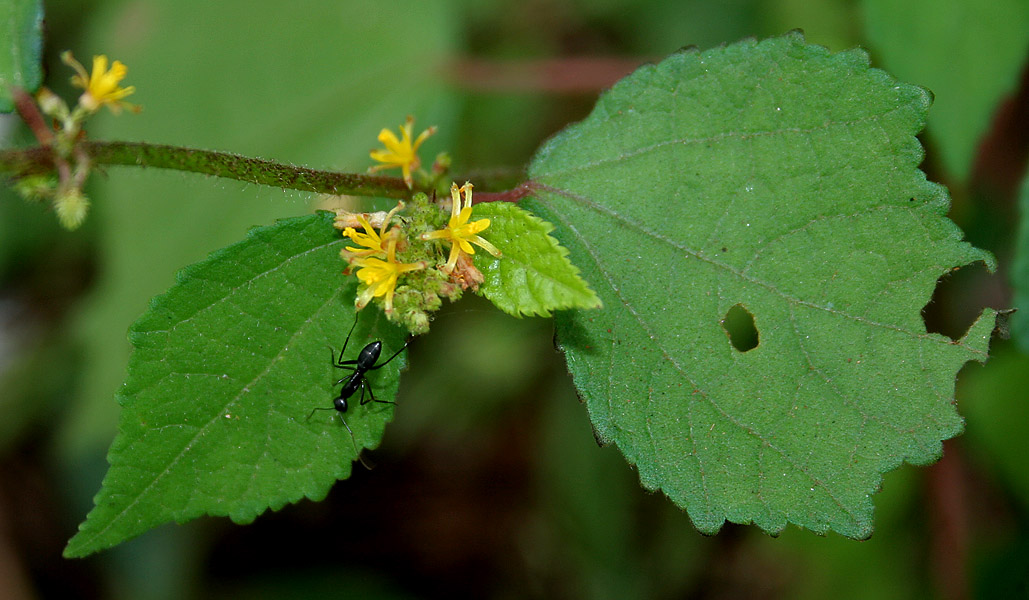
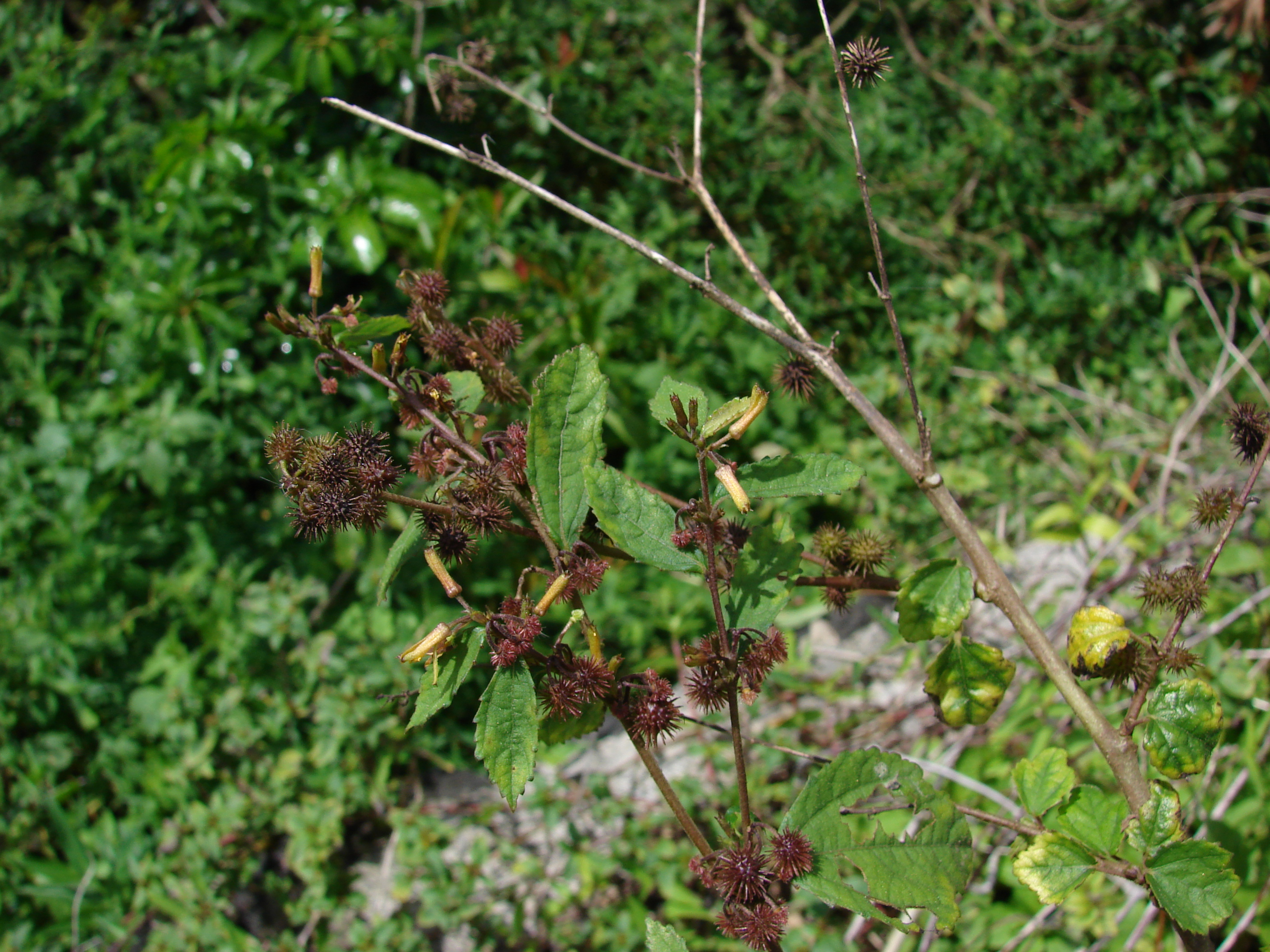

## Dottertaxa till Triumfettor, i alfabetisk ordning[1]
- Triumfetta acracantha
- Triumfetta actinocarpa
- Triumfetta acuminata
- Triumfetta albida
- Triumfetta althaeoides
- Triumfetta amuletum
- Triumfetta angolensis
- Triumfetta annua
- Triumfetta antrorsa
- Triumfetta antunesii
- Triumfetta appendiculata
- Triumfetta aquila
- Triumfetta arborescens
- Triumfetta arnhemica
- Triumfetta aspera
- Triumfetta attenuata
- Triumfetta barbosa
- Triumfetta benguelensis
- Triumfetta benguetensis
- Triumfetta bicornuta
- Triumfetta bogotensis
- Triumfetta brachistacantha
- Triumfetta brachyceras
- Triumfetta brachypetala
- Triumfetta bradshawii
- Triumfetta breviaculeata
- Triumfetta brevipes
- Triumfetta buettneriacea
- Triumfetta calderonii
- Triumfetta calycina
- Triumfetta calzadae
- Triumfetta carteri
- Triumfetta caudata
- Triumfetta centralis
- Triumfetta chaetocarpa
- Triumfetta chihuahuensis
- Triumfetta cinerea
- Triumfetta cladara
- Triumfetta clementii
- Triumfetta clivorum
- Triumfetta columnaris
- Triumfetta cordifolia
- Triumfetta coriacea
- Triumfetta coronata
- Triumfetta cucullata
- Triumfetta cymosa
- Triumfetta dekindtiana
- Triumfetta delicatula
- Triumfetta denticulata
- Triumfetta deserticola
- Triumfetta digitata
- Triumfetta dilungensis
- Triumfetta dioica
- Triumfetta discolor
- Triumfetta echinata
- Triumfetta eriophlebia
- Triumfetta falcifera
- Triumfetta ferruginea
- Triumfetta fissurata
- Triumfetta flavescens
- Triumfetta galeottiana
- Triumfetta geoides
- Triumfetta glabra
- Triumfetta glabrior
- Triumfetta glaucescens
- Triumfetta glechomoides
- Triumfetta goldmanii
- Triumfetta gonophora
- Triumfetta gossweileri
- Triumfetta grandidens
- Triumfetta grandiflora
- Triumfetta grandistipulata
- Triumfetta graveolens
- Triumfetta guaranitica
- Triumfetta guazumicarpa
- Triumfetta guerrerensis
- Triumfetta hapala
- Triumfetta heliocarpa
- Triumfetta heliocarpoides
- Triumfetta heptaphylla
- Triumfetta heterocarpa
- Triumfetta heudelotii
- Triumfetta hundtii
- Triumfetta indurata
- Triumfetta ineana
- Triumfetta inermis
- Triumfetta jaegeri
- Triumfetta japonica
- Triumfetta johnstonii
- Triumfetta katangensis
- Triumfetta keniensis
- Triumfetta kenneallyi
- Triumfetta kirkii
- Triumfetta kochii
- Triumfetta kundelungensis
- Triumfetta lappula
- Triumfetta lebrunii
- Triumfetta lepidota
- Triumfetta leptacantha
- Triumfetta likasiensis
- Triumfetta litticola
- Triumfetta longicoma
- Triumfetta longicornuta
- Triumfetta longipedunculata
- Triumfetta maconochieana
- Triumfetta macrocoma
- Triumfetta marsupiata
- Triumfetta martinezalfaroi
- Triumfetta marunguensis
- Triumfetta matudae
- Triumfetta mearnsii
- Triumfetta medusae
- Triumfetta mellina
- Triumfetta mexiae
- Triumfetta micracantha
- Triumfetta micrantha
- Triumfetta mitchellii
- Triumfetta mollissima
- Triumfetta monstrosa
- Triumfetta novogaliciana
- Triumfetta nutans
- Triumfetta obliqua
- Triumfetta obscura
- Triumfetta obtusicornis
- Triumfetta oenpelliensis
- Triumfetta oligacantha
- Triumfetta orthacantha
- Triumfetta paniculata
- Triumfetta pannosa
- Triumfetta paradoxa
- Triumfetta parviflora
- Triumfetta pedunculata
- Triumfetta pentandra
- Triumfetta persimilis
- Triumfetta pilosa
- Triumfetta plumigera
- Triumfetta polyandra
- Triumfetta procumbens
- Triumfetta propinqua
- Triumfetta prostrata
- Triumfetta purpusii
- Triumfetta pustulata
- Triumfetta reflexa
- Triumfetta repens
- Triumfetta reticulata
- Triumfetta rhodoneura
- Triumfetta rhomboidea
- Triumfetta rotundifolia
- Triumfetta rubiginosa
- Triumfetta rupestris
- Triumfetta ryeae
- Triumfetta saccata
- Triumfetta sampaioi
- Triumfetta scandens
- Triumfetta semitriloba
- Triumfetta sericata
- Triumfetta setulosa
- Triumfetta shinyangensis
- Triumfetta simplicifolia
- Triumfetta simulans
- Triumfetta sloanei
- Triumfetta socorrensis
- Triumfetta sonderi
- Triumfetta speciosa
- Triumfetta stellata
- Triumfetta sylvicola
- Triumfetta tenuipedunculata
- Triumfetta tenuiseta
- Triumfetta tomentosa
- Triumfetta trachystema
- Triumfetta trichocarpa
- Triumfetta trifida
- Triumfetta trigona
- Triumfetta trisecta
- Triumfetta velutina
- Triumfetta welwitschii
- Triumfetta villosiuscula
- Triumfetta winneckeana
- Triumfetta viridis
- Triumfetta youngii